# Issa Manglind
Pierre Issa Mohammed Manglind, född 22 september 1971, är en svensk före detta fotbollsspelare. Under sin aktiva karriär spelade Manglind för moderklubben Landskrona BoIS i den näst högsta serien innan han tog steget över till Trelleborgs FF och allsvenskan. Manglind återkom till BoIS 1996, men fick lägga av tidigt efter en lång följd av skador. Han gjorde 6 U- och 10 J-landskamper. 
Efter spelarkarriären har Manglind bland annat arbetat som sportchef i BoIS.